# Lluís Teixidó
Lluís Teixidó Sala (Las Masías de Voltregá, Barcelona, 15 de agosto de 1978) es un entrenador y  exjugador español de hockey patines, internacional absoluto con la Selección nacional, que ocupaba la demarcación de defensa.

## Trayectoria
Teixidó comenzó a jugar a hockey sobre patines en las filas del CP Voltregà., equipo en el que jugó hasta que en el año 2001 que fichó por Infante de Sagres, de Portugal y la 02/03 lo hace por el Reus Deportiu, donde jugó durante 6 años.
Después de cinco temporadas en el equipo del Baix Camp, en que devolvió al equipo rojinegro al primer plano del hockey español–hacía 19 años que no ganaban nada. Sus siguientes equipos fueron el FC Barcelona, durante 3 años, Blanes HC, otros 3 años y Manlleu, dos años, equipo en el que se retiró en el año 2015. Con la selección española, es uno de los jugadores más laureados de la historia, con 3 mundiales y 5 europeos en su haber.

## Palmarés selección
- 3 Campeonatos del Mundo "A"   (2001, 2005, 2007)
- 5 Campeonatos de Europa (2000, 2002, 2004, 2006, 2008)